# Rushville, Indiana
Rushville är en stad (city) i Rush County, i delstaten Indiana, USA. Enligt United States Census Bureau har staden en folkmängd på 6 303 invånare (2011) och en landarea på 8 km². Rushville är huvudort i Rush County.